# هیکارو هانادا
هیکارو هانادا (انگلیسی: Hikaru Hanada؛ زادهٔ ۱۲ سپتامبر ۱۹۵۸) صداپیشه، و بازیگر اهل ژاپن است.